# Versus (Kings of Convenience)
Versus è un album di remix e collaborazioni del gruppo norvegese Kings of Convenience, pubblicato il 22 ottobre 2001.
La maggior parte delle canzoni riarrangiate appartengono all'album di inediti precedente, Quiet Is the New Loud. L'unica canzone non contenuta in quell'album è Gold for the Price of Silver, che è un B-side. Le collaborazioni vantano nomi tra i più importanti della scena Indie rock e elettronica anglosassone e scandinava, tra i quali i più conosciuti in Italia sono i Röyksopp.

## Tracce
1. I Don't Know What I Can Save You From (Röyksopp Remix) - 4:21
2. The Weight of My Words (Four Tet Remix) - 4:56
3. The Girl from Back Then (Riton's Über Jazz Mix) - 3:04
4. Gold for the Price of Silver (Erot Vs. Kings of Convenience) - 4:53
5. Winning a Battle, Losing the War (Andy Votel Mix) - 4:23
6. Leaning Against the Wall (Evil Tordivel Upbeat Remake) - 3:43
7. Toxic Girl (Monte Carlo 1963 Version) - 3:06
8. Failure (Alfie Version) - 3:35
9. Little Kids (Ladytron Fruits of the Forest Mix) - 4:47
10. Failure (Single Version) - 3:34
11. Leaning Against the Wall (Bamboo Soul Remix) - 3:29
12. The Weight of My Words (Four Tet Instrumental Remix) - 5:29

## Formazione
- Erlend Øye – chitarra elettrica e acustica, pianoforte, batteria/percussionista, voce di supporto;
- Eirik Glambek Bøe – voce, chitarra elettrica e acustica, batteria, pianoforte.